# Bonnard
Bonnard ist eine französische Gemeinde mit 907 Einwohnern (Stand 1. Januar 2022) im Département Yonne in der Region Bourgogne-Franche-Comté (vor 2016 Bourgogne). Die Gemeinde gehört zum Arrondissement Auxerre und zum Kanton Migennes.

## Geografie
Bonnard liegt etwa fünfzehn Kilometer nordnordwestlich von Auxerre an der Yonne, die die Gemeinde im Westen begrenzt und in die hier der Serein mündet. Umgeben wird Bonnard von den Nachbargemeinden Cheny im Norden und Osten, Beaumont im Süden und Südosten sowie Bassou im Westen.

## Bevölkerungsentwicklung
| Jahr                       | 1962 | 1968 | 1975 | 1982 | 1990 | 1999 | 2006 | 2018 |
| Einwohner                  | 205  | 378  | 692  | 837  | 742  | 779  | 810  | 871  |
| Quellen: Cassini und INSEE |      |      |      |      |      |      |      |      |

## Sehenswürdigkeiten

Kirche Saint-Martin

- Kirche Saint-Martin